# 郭昇
郭昇（1436年—？），字騰霄，河南頴州衛人，明朝政治人物。同進士出身。

## 生平
景泰七年（1456年）舉河南鄉試第十五名。天順四年（1460年）中式庚辰科會試第九十四名，殿試登進士第三甲第一百零三名。官至陝西參議。

## 家族
曾祖郭德。祖父郭源。父郭斌。